# Svazek obcí Mikroregion Slezská Harta
Svazek obcí Mikroregion Slezská Harta je svazek obcí v okresu Bruntál, jeho sídlem je Bruntál a jeho cílem je Koordinace regionálního rozvoje, rozvoj cestovního ruchu. Sdružuje celkem 13 obcí a byl založen v roce 2003.

## Obce sdružené v mikroregionu
- Bruntál
- Nová Pláň
- Dlouhá Stráň
- Horní Benešov
- Leskovec nad Moravicí
- Lomnice
- Mezina
- Milotice nad Opavou
- Moravskoslezský Kočov
- Staré Heřminovy
- Razová
- Roudno
- Valšov